# Turisme i Danmark
Turisme i Danmark består hovedsageligt af folk fra de omkringliggende lande især Tyskland efterfulgt af Sverige, Norge og Holland, samt danskere på ferie i deres eget land. Turismen holder mere end 100.000 beskæftiget, og i 2013 omsatte turister for godt 87 mia. kr. i Danmark.
Danmark har mange sandstrande, der især tiltrækker tyske turister. Svenske og norske turister kommer oftere for at besøge den relativt store og livlige by København, mens mange unge skandinaver kommer efter Danmarks billige og let tilgængelige øl, vin og spiritus.
Markedsføring af Danmark som turistdestination varetages af VisitDenmark, og som Europa ældste kongerige og hjemland for H.C. Andersen markedsføres Danmark ofte som et "eventyrland". Udtrykket er så indgroet, at det stadig bruges i internationale nyhedsindslag, især når nyheden modsiger dette billede som ved optøjerne i 2006 i forbindelse med rydningen af Ungdomshuset eller Muhammed-tegningerne.

## Turister og økonomi
Fra 1992-2010 havde Danmark et meget stabilt antal overnatninger med en udvikling på 0,1 % om året. Fra 1998-2006 faldt det samlede antal udenlandske overnatninger dog.
I 2013 omsatte turister for 87,2 mia. kr. af turister i Danmark, hvoraf 51,5 mia. blev brugt af danskere og 35,7 mia. kr kom fra udenlandske turister. Der blev foretaget 44,6 mio. overnatninger dette år, hvor af 22,9 mio. var danskere og 21,8 var udlændinge. Over halvdelen af alle udenlandske overnatning i Danmark i 2013 var personer fra Tyskland, mens Norge og Sverige stod for omkring 10 % hver. I 2005 stod turisme for omkring 2,8 % af Danmarks BNP og beskæftigede ca. 95.600 personer. I 2011 stod turisme for omkring 120.000 jobs. Til tider benyttes værditilvækst i stedet for BNP som tal for økonomisk vækst, og i 2010 var dette 2,1 % for turismen i Danmark, hvor skov, fiskeri og landbrug havde en værditilvækst på 1,3 %.
I 2013 slog de 50 mest besøgte attraktioner rekord med 24,4 millioner besøgende, hvilket var en fremgang på 8,4 %. Dette år nåede antallet af svenske turister i Danmark også det samme niveau som inden finanskrisen og omkring 3 mio. svenskere besøgte landet dette år, hvilket gjorde Danmark til den mest populære turistdestination for personer fra Sverige. I 2014 mærkede Øresundsbroen den meste trafikerede påske nogensinde I 2016 blev der sat flere trafikrekorder over Øresundsbroen henover sommeren.
I årene efter finanskrisen blev det flere gange foreslået, at turisme skulle være med til at bringe væksten i gang igen.
I 2015 meddelte flere hoteller at belægningsgraden var var nået op samme niveau som inden finanskrise, og flere måtte udvide kapaciteten for at følge med efterspørgslen. Erhvervs- og Vækstministeriet udmeldte at der var registreret 49,1 millioner overnatninger i landet, hvilket var det højeste tal nogensinde.

### Markedsføring
Markedsføringen af Danmark som turistdestination bliver udført af VisitDenmark, der er tilknyttet Erhvervs- og Vækstministeriet.
Særligt Danmarks fortid som en vikingenation trækker turister til, og bliver brugt i markedsføring. Rundt om i landet findes adskillige museer og attraktioner der beskæftiger sig med netop vikingerne.
 Tv-serien Vikings og serien The Last Kingdom, der bygger på en bog af samme navn af Bernard Cornwell har ligeledes tiltrukket mange turister til disse vikingemuseer.
Hygge er ligeledes blevet anvendt som markedsføring af hoteller, og har givet op mod 50 % ekstra engelske og tyske gæster.

## Attraktioner

### København og Sjælland
I 2004 havde Storkøbenhavn 136 hoteller med i alt 4,9 millioner overnatninger. I 2012 lagde 372 krydstogtskibe til i Københavns Havn med omkring 840.000 passagerer.
Blandt de største attraktioner i byen er Tivoli, som er landets mest besøgte attraktion, Christiania og Den Lille Havfrue. I en undersøgelse af Berlingske Tidende i juli 2008 blev Den Lille Havfrue listet som den mest populære turistattraktion i København. Ligeledes er skulpturen omkring år 2000 blevet anslået til at være den tredje mest besøgte turistattraktion efter Tivoli og Dyrehavsbakken. Som landets hovedstad har byen også et rigt kulturliv og mange museer. Nationalmuseet rummer bl.a. Guldhornene og Solvognen. Byen rummer også flere prisvindende restauranter, heriblandt Noma, der er blevet kåret som verdens bedste restaurant flere gange.

#### Omkringliggende områder
Kronborg i Helsingør er berømt for at være stedet for Shakespeares Hamlet. Slottet er desuden på UNESCOs Verdensarvsliste. I byen findes også M/S Museet for Søfart, der besøges af over 100.000 personer årligt. I Roskilde ligger Roskilde Domkirke, der er verdensarv, og Vikingeskibsmuseet, der rummer flere velbevarede vikingeskibe. En betydelig mængde turister rejser også til Danmark for at deltage i Roskildefestivalen.
I Dyrehaven, der er et stort skovområde, ligger Dyrehavsbakken, som er en forlystelsespark. Desuden er en stor del af skovområdet optaget på UNESCOs Verdensliste i 2015 som Parforcejagtlandskabet i Nordsjælland, der er særligt tydeligt på Eremitagesletten, hvor Eremitageslottet også ligger.

#### Sydsjælland, Lolland, Falster og Møn
På grund af den korte afstand til Tyskland er Sydsjælland og naboøerne et af de mest populære steder for tyske turister i Danmark. Sydsjælland har bl.a. forlystelsesparken BonBon-Land og det historiske museum Danmarks Borgcenter, som ligger ved Vordingborg Slot. Stevns Klint blev et anerkendt som verdensarvsområde ti 2014. Vikingeborgen Trelleborg ligger ved Slagelse og er etableret på ringborgen Trelleborg. I Ringsted findes Sankt Bendts Kirke, der efter Roskilde Domkirke, er den kirke, hvor der er begravet flest danske konger. Ved Næstved ligger Gavnø Slot, der besøges af knap 100.000 personer årligt.
På Møn er Møns Klint og det tilhørende GeoCenter og Liselund Slot nogle af attraktionerne foruden de mange sandstrande. I 2016 åbnede Camønoen, der er en lang vandrerute på en. Navnet er inspireret af caminoen som ligger i Spanien.
Lolland-Falster har bl.a. Knuthenborg Safaripark der med over 1.000 dyr er Nordeuropas største safaripark, og Middelaldercentret, der har ry for at være det mest autentiske sted for middelalder i Europa. Begge øer har også mange sandstrande og sommerhusområder, hvoraf området omkring Marielyst er et af de mest velbesøgte. Der er færgeforbindelse til Tyskland med Rødby−Puttgarden på Lolland og Gedser−Rostock på Falster. Desuden er der vedtaget en fast forbindelse fra Rødby til Tyskland med Femern Bælt-forbindelsen.

### Bornholm
Øen Bornholm i Østersøen syd for Sverige har flere forskellige attraktioner som inkluderer klippelandskaber, maleriske byer og sandstrande. Blandt disse byer er Gudhjem, Allinge-Sandvig, Svaneke og Rønne. På Hammerknuden findes ruinerne af den før så mægtige borg Hammershus, der er en af Europas største fæstninger. Fra Køge syd for København afgår der færger, ligesom det er færgeforbindelse fra Ystad i Sverige og fra Rügen i det nordøstlige Tyskland og Kołobrzeg og Świnoujście i nordvest Polen. Det er også muligt at flyve til Bornholms Lufthavn i Rønne.

### Fyn
Fyn, der er forbundet med Sjælland via Storebæltsbroen har stærke associationer med H.C. Andersen, der blev født i Odense, hvor hans hus i dag er et museum. De små kystbyer Fåborg og Svendborg er populære blandt turister både som destination og som punkt at tage på turer ud fra, særligt til Egeskov Slot og Hvedholm, samt til øerne Thurø, Tåsinge og Ærø med små gader og stråtækte huse. Sidstnævnte har bl.a. oplevet en stor tilgang af dykkere, der ønsker at dykke ved vrag fra ærøfærgen, som man har sænket netop for dykkere.

### Jylland

#### Større byer
Byerne Aalborg i nord, og Aarhus i øst tiltrækker hvert år et betydeligt antal besøgende til enten forretning eller fornøjelse. I Aalborg er Budolfi Kirke fra slutningen af 1300-tallet, slottet Ålborghus fra 1500-tallet og Jomfru Ane Gade (en gade fyldt med cafeer, barer og natklubber) blandt det største attraktioner.
I Aarhus findes ARoS Aarhus Kunstmuseum som er landets næstmest besøgte museum Andre store attraktioner er frilandsmuseet Den Gamle By, Aarhus Domkirke, Tivoli Friheden, Moesgaard Museum og Grauballemanden og Marselisborg Slot.
Herudover har Aarhus store naturområder og badestrande, og det største område for cafeer, restauranter og natteliv udenfor København.
Siden Aarhusregionen i 2017 var Europæisk kulturhovedstad, har området oplevet en betydelig stigning i antal at turister
Selve Aarhus by havde over 4,5 millioner turistovernatninger i 2023.

#### Regionale attraktioner
Blandt Jyllands regionale attraktioner findes Legoland Billund Resort nær Billund Lufthavn, Ebeltoft med den brostensbelagte gader og bindingsværkshuse, Skagen i det allernordligste Jylland, der er berømt for Skagensmalerne og deres maritime billeder, feriebyerne Løkken og Lønstrup i Vendsyssel. Derudover findes øen Mors i Limfjorden hvor blomsterparken Jesperhus og Hanklit ligger.
Nær Vejle ligger Jelling, der rummer de to enorme gravhøje Jellinghøjene og Jellingstenene, som er på UNESCOs Verdensarvsliste.
Nær Esbjerg på vestkysten står Svend Wiig Hansens fire enorme hvide skulpturer Mennesket ved Havet, der er 79 m høje og kan ses fra lang afstand. Det mest besøgte museum i byen er Esbjerg Kunstmuseum, der indeholder fortrinsvis danske værker fra 1900 og frem. Fra Esbjerg og sydpå ligger Vadehavet, hvor man i 2008 etableret Nationalpark Vadehavet, der blev anerkendt som verdensarv i 2015.
I Sønderjylland ligger Christiansfeld, der blev anerkendt som UNESCO Verdensarv i 2015.

## Mad
Den mest kendte type dansk mad er smørrebrød, der består af et stykke brød, ofte rugbrød, med forskellige typer pålæg. Traditionelt vil man ved et smørrebrødsbord starte med fiskepålæg som marineret sild, røget ål, krabbe, fiskefilet eller rejer, for derefter at bevæge sig over til kødpålæg som roastbeef, frikadeller, skinke eller leverpostej. Smørrebrød bliver ofte pyntet med løgringe, radiser, agurk, tomat, persille, remoulade eller mayonnaise. Måltiden bliver gerne akkompagneret af øl og nogle gange snaps eller akvavit.
Om aftenen serveres normalt et varmt måltid. Traditionelle måltider inkluderer stegt fisk, flæskesteg og hakkebøffer. Bøffer bliver stadigt mere populære.
Danmark har oplevet stigende interesse for såkaldt madturisme, hvor turister kommer til landet for at opleve den danske madkultur og særligt anerkendte spisesteder. Det nye nordiske køkken har siden 2004 vundet stadig større udbredelse. Claus Meyer, der er en af hovedkræfterne bag, har sammen med René Redzepi drevet Noma, som har modtaget to stjerner i madguiden Michelinguiden, samt er blevet kåret til verdens bedste restaurant fire gange.
Restaurant Geranium er endnu den eneste danske restaurant, der har modtaget de maksimale tre stjerner, hvilket skete i 2016. Generelt har landet fået flere restauranter med
Siden 2015 er de første Michelinstjerner også blevet uddelt uden for København, og Aarhus har man satset på madturister. I 2017 var Danmark det land i Norden med flest Michelin-stjerner.

## Transport

### Luftfart
Københavns Lufthavn er den største lufthavn i Skandinavien. Lufthavnen er placeret i Kastrup omkring 8 km fra Københavns centrum. Den er forbundet med tog til Københavns Hovedbanegård og videre, samt til Malmø og andre byer i Sverige.
For den vestlige del af landet er Billund Lufthavn en vigtigste lufthavn, selvom både Aarhus og Aalborg har mindre lufthavne med regelmæssige forbindelser til København og internationale ruter til f.eks. Amsterdam og Barcelona.

### Jernbane
Danmark har et veludbygget nationalt jernbanenet. Der er også regelmæssige tog til Malmø og andre steder i Sverige. Tyskland er forbundet både via tog med færgen fra Rødby til Puttgarden og over landegrænsen med jernbane fra Padborg til Flensborg i Sønderjylland. Der er planer om at forbedre tognettet efter den såkaldte Timemodel, således at rejsetiden mellem de største danske byer nedbringes til én time. Det er planen, at Esbjerg, Herning og Sønderborg på længere sigt også skal indgå. Ligeledes skal Nykøbing Falster være en del af modellen.

### Veje
Motorvejsnettet er veludbygget og de eneste betalingsveje er Storebæltsbroen og Øresundsbroen. Fartgrænsen for personbiler er normalt 130 km/t på motorvejen, men på visse strækninger er den reduceret til 110 eller 90 km/t. For campingvogne er fartgrænsen imidlertid 80 km/t. Langs motorvejene er der en lang række rastepladser, hvoraf en del er kombineret med tankstation eller lignende serviceanlæg. Det generelle antal af campister i Danmark er voksende, og blev ikke påvirket af finanskrisen i samme grad som den øvrige turistbranche.
Margueritruten er over 3.600 km lang, og går forbi mere end 200 af det største turistattraktioner i landet.

### Cykler
Uden for byer er der ofte cykelstier parallelt med vejen, men adskilt fra samme. I sommermånederne er der gratis bycykler flere steder i København og Aarhus. Ideen er at alle kan tage en cykel fra et sted og cykle til et andet sted, hvor cyklen kan efterlades til andre personer.
Der er utallige nationale cykelruter i Danmark, der alle er skiltede og har rastepladser og andet. Der findes i alt elve nationale ruter på sammenlagt 4.233 km. Derudover findes utallige mindre cykelruter så det samlede antal af skiltede ruter når op på 11.000 km.
I 2017 åbner en 800 km lang cykelrute rundt i Syddanmark, der går gennem 17 kommuner på Sydsjælland, Fyn, Sønderjylland, Als, Ærø, Langeland, Lolland, Falster og Møn.

### Færger
Udenrigs
Fem store rederier har forbindelser med bilfærger fra Danmark til nabolandene:
- Color Line: Hirtshals-Kristiansand og Hirtshals-Larvik
- DFDS Seaways: København-Oslo
- Fjord Line: Hirtshals-Stavanger-Bergen, Hirtshals-Langesund og Hirtshals-Kristiansand
- Scandlines: Helsingør-Helsingborg, Rødby-Puttgarden (også jernbanefærge) og Gedser-Rostock
- Stena Line: Frederikshavn-Göteborg, Frederikshavn-Oslo og Grenaa-Varberg

Indenrigs
Der er færgeforbindelse mellem de fleste danske øer. De to største bilfærgerederier er:
- Færgen: AlsFærgen, BornholmerFærgen, LangelandsFærgen og SamsøFærgen
- Mols-Linien: Odden-Aarhus og Odden-Ebeltoft

### Krydstogt
Danmark er mål for en del krydstogtturisme, hvilket foregår til de største byer med store og tilgængelige havne. Disse omfatter hovedsageligt København, Rønne, Aarhus, Aalborg og Esbjerg Havn. Særligt København har mange anløb om året og var med 372 anløb i rekordåret 2012 den næststørste krydstogthavn i Nordeuropa efter Southampton.
Krydstogtturismen bidrager årligt med estimeret mere end 1 mia. kr. i turismeøkonomisk omsætning alene i København, der står for ca. 85 % af den danske krydstogtturisme. Antallet af krydstogtpassagerer i København steg fra 259.000 passagerer i 2003 til ca. 805.000 i 2013 svarende til en stigning på over 200 %. Antallet af krydstogtpassagerer i både 2013 og 2014 lå dog under branchens hidtidige rekordniveau i 2012. Interesseorganisationen Cruise Copenhagen Network varetager krydstogtbranchen landet over og dækker 11 danske destinationer fra Skagen til Rønne.
I 2014 var de største krydstogtrederier i København AIDA Cruises, Costa Crociere og MSC Cruises, der hver havde flere end 30 anløb. I alt anløb 66 krydstogtskibe København 311 gange.
I 2014 anløb 21 krydstogtskibe Rønne Havn 43 gange med i alt 47.000 passagerer.
4 krydstogtskibe primært fra Princess Cruises og Holland America Line anløb Aarhus 11 gange i 2014. Flest anløb var der i 2003 og 2006 (23 hvert år), og i rekordåret 2011 tog man imod knap 40.000 krydstogtgæster.

## De 50 mest besøgte seværdigheder
Listen indeholder de 50 meste besøgte turistattraktioner i 2016 ifølge en undersøgelse af VisitDenmark.
Følgende er ikke medtaget i undersøgelsen:
- Koncertsale som DR Koncerthuset og Operaen
- Teatre som Det Kongelige Teater og Skuespilhuset
- Udstillingscentre som Bella Center
- Naturattraktioner som Møns Klint, Skagen og Jægersborg Dyrehave
- Gratis attraktioner som Christiania og Den Lille Havfrue. Sidstnævnte blev omkring 2000 anslået til at være landets tredje mest besøgte turistattraktion.[33]

| Rank  | Attraktion                                | Type                             | Lokalitet          | Besøgstal |
| ----- | ----------------------------------------- | -------------------------------- | ------------------ | --------- |
| 1     | Tivoli                                    | Forlystelsespark                 | København          | 4.638.000 |
| 2     | Dyrehavsbakken                            | Forlystelsespark                 | Klampenborg        | 2.500.000 |
| 3     | Legoland Billund Resort                   | Forlystelsespark                 | Billund            | 1.700.000 |
| 4     | København Zoo                             | Zoo                              | København          | 1.141.129 |
| 5     | ARoS Aarhus Kunstmuseum                   | Kunstmuseum                      | Aarhus             | 835.606   |
| 6     | Djurs Sommerland                          | Forlystelsespark                 | Norddjurs Kommune  | 744.565   |
| 7     | Louisiana – museum for moderne kunst      | Kunstmuseum                      | Humlebæk           | 705.854   |
| 8     | Lalandia Billund                          | Vandland                         | Billund            | 692.000   |
| 9     | Rundetårn                                 | Historisk bygning                | København          | 653.774   |
| 10    | Fårup Sommerland                          | Forlystelsespark                 | Jammerbugt Kommune | 600.928   |
| 11    | Botanisk Have                             | Botanisk have                    | København          | 594.733   |
| 12    | Den Blå Planet                            | Akvarium                         | Kastrup            | 592.000   |
| 13    | Lalandia Rødby                            | Vandland                         | Rødby              | 523.000   |
| 14    | Den Gamle By                              | Frilandsmuseum                   | Aarhus             | 515.667   |
| 15    | Tivoli Friheden                           | Forlystelsespark                 | Aarhus             | 509.503   |
| 16    | Moesgård Museum                           | Museum                           | Aarhus             | 431.688   |
| 17    | Nationalmuseet                            | Museum                           | København          | 429.119   |
| 18    | Statens Museum for Kunst                  | Kunstmuseum                      | København          | 384.341   |
| 19    | Aalborg Zoo                               | Zoo                              | Aalborg            | 380.126   |
| 20    | Givskud Zoo                               | Zoo                              | Givskud            | 379.810   |
| 21    | Ny Carlsberg Glyptotek                    | Museum                           | København          | 375.304   |
| 22    | De Kongelige Repræsentationslokaler       | Historisk bygning og museum      | København          | 375.304   |
| 23    | Rosenborg                                 | Historisk bygning og museum      | København          | 355.752   |
| 24    | Odense Zoo                                | Zoo                              | Odense             | 355.613   |
| 25    | BonBon-Land                               | Forlystelsespark                 | Holme Olstrup      | 351.000   |
| 26    | Arken                                     | Kunstmuseum                      | Ishøj              | 305.125   |
| 27    | Kronborg Slot                             | Historisk bygning og museum      | Helsingør          | 301.164   |
| 28    | Visit Carlsberg - Carlsbergs Besøgscenter | Besøgscenter                     | København          | 262.000   |
| 29    | Randers Regnskov                          | Zoo                              | Randers            | 260.147   |
| 30    | Frederiksborg Slot                        | Historisk bygning og kunstmuseum | Hillerød           | 256.098   |
| 31    | Knuthenborg Safaripark                    | Zoo                              | Lolland            | 252.000   |
| 32    | Egeskov Slot                              | Historisk bygning og museum      | Fyn                | 250.032   |
| 33    | Designmuseum Danmark                      | Museum                           | København          | 229.179   |
| 34    | Jesperhus                                 | Hotel og blomsterpark            | Mors               | 226.741   |
| 35    | Botanisk Have                             | Botanisk have                    | Aarhus             | 218.968   |
| 36    | Kongernes Jelling                         | Museum                           | Jelling            | 187.117   |
| 37    | Ree Park - Ebeltoft Safari                | Zoo                              | Ebeltoft           | 187.043   |
| 38    | Sommerland Sjælland                       | Forlystelsespark                 | Odsherred          | 181.235   |
| 39    | Nordsøen Oceanarium                       | Akvarium                         | Hirtshals          | 180.970   |
| 40    | Frilandsmuseet, Nationalmuseet            | Frilandsmuseet                   | Lyngby             | 163.334   |
| 41    | Ordrupgaard                               | Museum                           | Charlottenlund     | 160.676   |
| 42    | Vikingeskibsmuseet                        | Museum                           | Roskilde           | 155.745   |
| 43    | Kattegatcentret                           | Akvarium                         | Grenaa             | 152.007   |
| 44    | Roskilde Domkirke                         | Kirke                            | Roskilde           | 144.768   |
| 45    | Tycho Brahe Planetarium                   | Museum                           | København          | 143.683   |
| 46    | Memphis Mansion                           | Museum                           | Randers            | 142.000   |
| 47    | FÆNGSLET                                  | Museum                           | Horsens            | 141.940   |
| 48    | Amalienborgmuseet                         | Museum                           | København          | 139.707   |
| 49    | Museet på Koldinghus                      | Museum                           | Kolding            | 136.055   |
| 50    | Skagens Museum                            | Museum                           | Skagen             | 135.987   |
| I alt |                                           |                                  |                    |           |